# Gastrotheca andaquiensis
Espèce
Synonymes
- Gastrotheca humbertoi Lutz, 1977

Statut de conservation UICN

 LC  : Préoccupation mineure
Gastrotheca andaquiensis est une espèce d'amphibiens de la famille des Hemiphractidae.

## Répartition
Cette espèce se rencontre entre 1 000 et 2 000 m d'altitude sur le versant amazonien de la cordillère Orientale :
- en Colombie dans les départements de Caquetá, de Huila et de Putumayo ;
- en Équateur de la province de Sucumbíos à celle de Zamora-Chinchipe.

## Description
La femelle holotype mesure 73,7 mm.

## Étymologie
Son nom d'espèce, composé de andaqui[es] et du suffixe latin -ensis, « qui vit dans, qui habite », lui a été donné en référence au lieu de sa découverte, le territoire des Andaquíes.

## Publication originale
- Ruiz-Carranza & Hernández-Camacho, 1976 : Gastrotheca andaquiensis, nueva especie de la Cordillera Oriental de Colombia. (Amphibia, Anura). Caldasia, vol. 11, no 54, p. 149–160 (texte intégral).